# Rhytiphora deserti
Rhytiphora deserti là một loài bọ cánh cứng trong họ Cerambycidae.